# Championnat du Brésil de futsal
Le Championnat du Brésil de futsal, appelé Liga Nacional de Futsal, est le championnat professionnel de futsal masculin de plus haut niveau de la Confédération brésilienne de football. Il regroupe les meilleurs clubs du Brésil.
Créé en 1996, il est organisé annuellement, entre les mois de mars et de décembre, par la Confédération brésilienne de futsal et oppose une vingtaine de clubs selon les dernières éditions. Ceux-ci s'affrontent sur un seul match lors de la première phase, qualifiant les seize premiers pour une phase à élimination directe. Les quatre premiers au classement sont qualifiés pour la Supercoupe du Brésil. Il n'y a pas de relégation.
Le club de Carlos Barbosa est celui le plus couronné de la compétition avec cinq titres de champion. Jamais une équipe n'a remporté plus de deux titres consécutifs.

## Histoire
La Liga Futsal est créée en 1996 dans le but d'améliorer les clubs brésiliens les plus importants, professionnaliser le calendrier des équipes du pays et d'aider à la croissance du futsal au Brésil. Le premier match a lieu le 27 avril 1996 et est remporté par l'Internacional.
Au début des années 2000, la Liga était principalement dominée par trois équipes : Ulbra au départ, puis Carlos Barbosa et Jaraguá.

## Organisation

### Intégration des équipes
La Liga Futsal est inspirée de la NBA avec sa poule fermée et ses équipes franchisées. Pour être admissible à participer à la Liga, trois options sont possibles :
- acheter une franchise,
- être nommé par une entreprise qui possède une franchise,
- être invité par la ligue.

### Format
Depuis sa création et jusqu'à la saison 2013, la Liga est organisée par la Confédération brésilienne de futsal. Le 11 juillet 2014, le président de la CBFS, Renan Pimentel, convoque les propriétaires franchisés à une Assemblée au cours de laquelle est approuvée la fondation de la Liga Nacional de Futsal (LNF), qui est aujourd'hui la société qui contrôle la structure et organise le championnat. Depuis lors, le chammionnat est géré par la LNF elle-même.
Depuis sa création, la compétition change plusieurs fois de participants et de déroulement.
Les clubs s'affrontent lors d'une phase régulière sur un seul match. Les seize premiers sont ensuite qualifiés pour une phase à élimination directe. Chaque tour se joue alors au meilleur des deux matchs, finale comprise.
Le champion représente le Brésil dans deux compétitions internationales : le Copa Libertadores et Coupe intercontinentale. En 2007, le montant total des récompenses est de 75 000 réaux. Le champion reçoit 50 000 R$ et le second 25 000 R$.

## Équipes participantes (saison 2021)
| CLub                                  | Ville                   | État               | Salle                       | Capacité |
| ------------------------------------- | ----------------------- | ------------------ | --------------------------- | -------- |
| Minas Tênis Clube                     | Belo Horizonte          | Minas Gerais       | Arena Vivo                  | 3.600    |
| Praia Clube                           | Uberlândia              | Minas Gerais       | Tancredo Neves              | 8.000    |
| Assoeva / Unisc / Alm                 | Venâncio Aires          | Rio Grande do Sul  | Parque do Chimarrão         | 5.000    |
| Atlântico                             | Erechim                 | Rio Grande do Sul  | CER Atlântico               | 3.500    |
| Carlos Barbosa                        | Carlos Barbosa          | Rio Grande do Sul  | Sergio Luiz Guerra          | 5.000    |
| Campo Mourão Futsal                   | Campo Mourão            | Paraná             | Valternei de Oliveira       | 1.000    |
| Umuarama Futsal                       | Umuarama                | Paraná             | Amário Vieira da Costa      | 4.800    |
| Sicredi / Pluma / Muffatão / Cascavel | Cascavel                | Paraná             | Neva                        | 1.200    |
| Marechal Futsal Sicredi               | Marechal Cândido Rondon | Paraná             | Ney Braga                   | 4.800    |
| Marreco Futsal                        | Francisco Beltrão       | Paraná             | Arrudão                     | 2.600    |
| Pato Futsal                           | Pato Branco             | Paraná             | Dolivar Lavarda             | 1.600    |
| Foz Cataratas Poker                   | Foz do Iguaçu           | Paraná             | Costa Cavalcanti            | 1.200    |
| Tubarão Futsal                        | Tubarao                 | Santa Catarina     | Arena Estener Soratto       | 3.500    |
| JEC Krona Futsal                      | Joinville               | Santa Catarina     | Centreventos Cau Hausen     | 4.000    |
| Jaraguá Futsal                        | Jaraguá do Sul          | Santa Catarina     | Arena Jaraguá               | 8.500    |
| Blumenau Futsal                       | Blumenau                | Santa Catarina     | Sesi                        | 5.000    |
| Joaçaba / Jaclani                     | Joaçaba                 | Santa Catarina     | Centro de Eventos da UNOESC | 2.800    |
| Brasilia Futsal                       | Brasilia                | District fédéral   | GPAR do Cruzeiro            | 2.500    |
| Juventude AG                          | Dourados                | Mato Grosso do Sul | Unigran                     | 2.000    |
| Corinthians                           | São Paulo               | São Paulo          | Parque São Jorge            | 6.834    |
| Magnus / Athleta T                    | Sorocaba                | São Paulo          | Arena Sorocaba              | 4.000    |
| Santo André Intelli                   | Santo André             | São Paulo          | Adib Moisés Dib             | 5.730    |
| São José Futsal                       | São José dos Campos     | São Paulo          | Tenis Clube                 | 2.500    |

## Palmarès

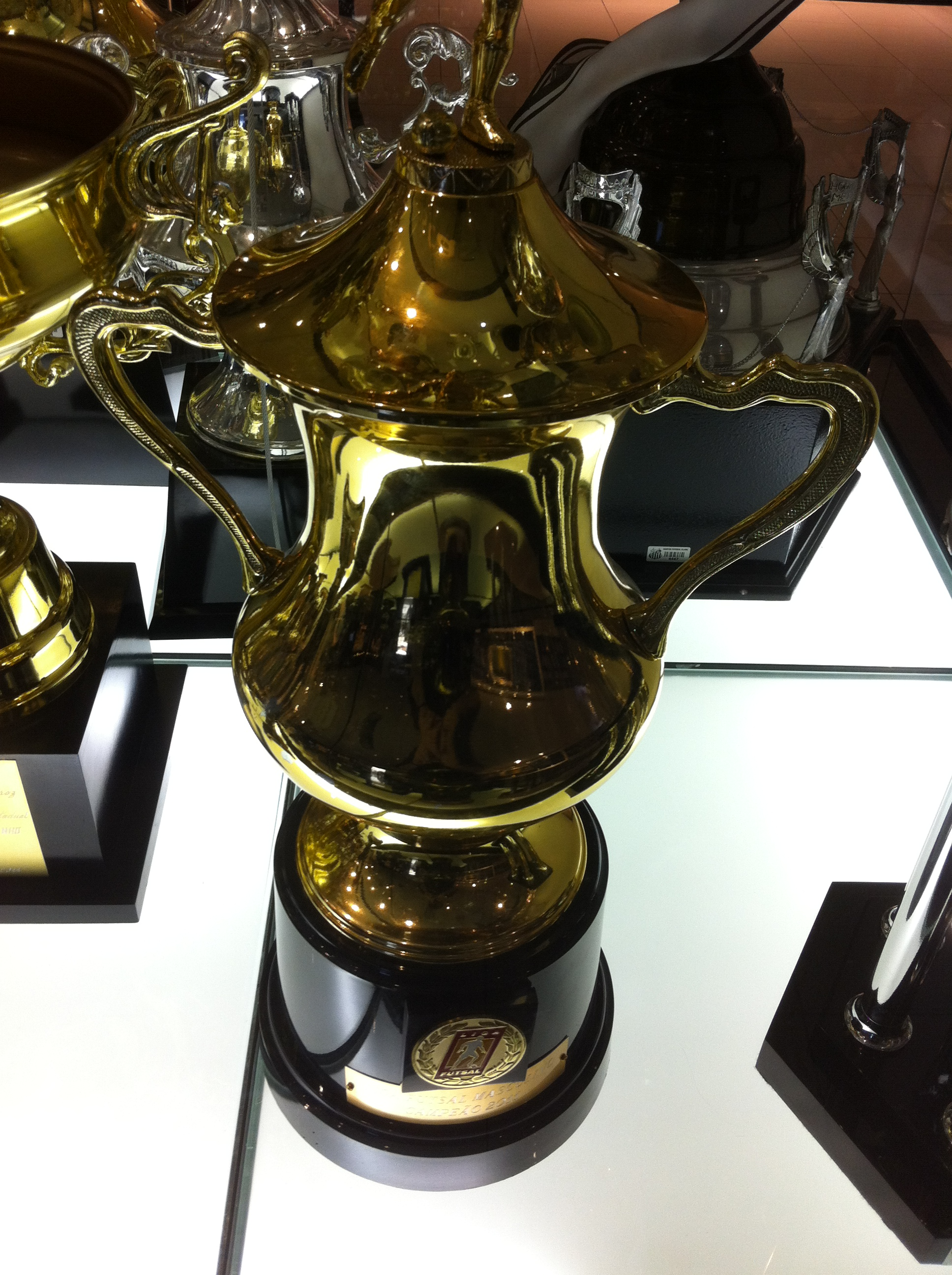
Trophée de champion de LNF.

### Par édition
| Saison    | Champion            | Score                  | Vice-champion    | 3e place                | 4e place         |
| --------- | ------------------- | ---------------------- | ---------------- | ----------------------- | ---------------- |
| 1996 (pt) | Internacional       | 12–3 (2–2, 4–0, 6–1)   | Vasco da Gama FC | Goiás                   | ADC GM           |
| 1997 (pt) | Atlético Mineiro    | 7–4 (3–3, 4–1)         | Banespa          | Carlos Barbosa          | ADC GM           |
| 1998 (pt) | Ulbra               | 11–3 (5–1, 6–2)        | Carlos Barbosa   | ADC GM                  | Iate Clube       |
| 1999 (pt) | Atlético Mineiro    | 10–7 (5–3, 5–4)        | Miécimo da Silva | ADC GM                  | São Paulo        |
| 2000 (de) | CR Vasco da Gama    | 7–3 (3–1, 4–2)         | Atlético Mineiro | Ulbra                   | ADC GM           |
| 2001      | Carlos Barbosa      | 14–10 (3–7, 5–2, 6–1)  | Ulbra            | Flamengo                | Foz Futsal       |
| 2002      | Ulbra (2)           | 11–6 (7–4, 4–2)        | Futsal Minas     | Jaraguá                 | Goiás            |
| 2003      | Ulbra (3)           | 7–3 (2–0, 5–3)         | Carlos Barbosa   | Jaraguá                 | São Bernardo     |
| 2004 (pt) | Carlos Barbosa (2)  | 9–5 (1–2, 5–2, 3–1)    | Ulbra            | Jaraguá                 | Futsal Atlântico |
| 2005 (pt) | Jaraguá             | 5–4 (2–2, 3–2)         | Atlântico        | Horizontina Futsal      | Ulbra            |
| 2006 (pt) | Carlos Barbosa (3)  | 11–6 (3–4, 3–0, 5–2)   | Jaraguá          | Joinville               | Futsal Atlântico |
| 2007      | Jaraguá (2)         | 11–4 (6–1, 5–3)        | Joinville        | Ulbra                   | ADC Intelli      |
| 2008      | Jaraguá (3)         | 8–4 (2–2, 6–2)         | Ulbra            | Farroupilhense          | Carlos Barbosa   |
| 2009 (pt) | Carlos Barbosa (4)  | 9–6 (4–2, 5–4)         | Jaraguá          | Florianópolis           | Futsal Umuarama  |
| 2010 (pt) | Jaraguá (4)         | 4–2 (2–2, 2–0)         | Copagril Futsal  | Corinthians/São Caetano | Carlos Barbosa   |
| 2011 (pt) | Santos              | 6–6 (3–4, 3–2) tab 7–6 | Carlos Barbosa   | Corinthians/São Caetano | Florianópolis    |
| 2012 (pt) | ADC Intelli         | 5–4 (1–0, 4–4)         | Joinville        | Carlos Barbosa          | Corinthians      |
| 2013 (pt) | ADC Intelli (2)     | 4–3 (2–1, 2–2)         | Futsal Concórdia | Joinville               | Corinthians      |
| 2014 (pt) | Sorocaba Futsal     | 6–7 (4–2, 2–5, 4–3 ap) | ADC Intelli      | Jaraguá                 | Corinthians      |
| 2015 (pt) | Carlos Barbosa (5)  | 10–4 (5–3, 5–1)        | ADC Intelli      | Corinthians             | Sorocaba Futsal  |
| 2016 (pt) | Corinthians         | 8–4 (3–2, 5–2)         | Sorocaba Futsal  | Copagril Futsal         | Assoeva          |
| 2017 (pt) | Joinville           | 3–3 (1–1, 2–2, 1–0 ap) | Assoeva          | Foz Cataratas           | Marreco Futsal   |
| 2018 (pt) | Pato Futsal         | 8–4 (6–0, 2–4, 2–1 ap) | Atlântico        | Sorocaba Futsal         | Copagril Futsal  |
| 2019 (pt) | Pato Futsal (2)     | 9–2 (3–2, 6–0)         | Sorocaba Futsal  | Joinville               | Jaraguá          |
| 2020 (pt) | Sorocaba Futsal (2) | 4–1 (1–1, 3–0)         | Corinthians      | Futsal Joinville        | Futsal Tubarão   |
| 2021 (pt) | Cascavel            | 9–1 (3–1, 6–0)         | Sorocaba Futsal  | Foz Cataratas           | Carlos Barbosa   |

### Par club
| Club                    | Victoires                        | Finale perdues       |
| ----------------------- | -------------------------------- | -------------------- |
| Carlos Barbosa          | 5 (2001, 2004, 2006, 2009, 2015) | 3 (1998, 2003, 2011) |
| Jaraguá                 | 4 (2005, 2007, 2008, 2010)       | 2 (2006, 2009)       |
| Ulbra                   | 3 (1998, 2002, 2003)             | 3 (2001, 2004, 2008) |
| Magnus Sorocaba / Kirin | 2 (2014, 2020)                   | 3 (2016, 2019, 2021) |
| Intelli                 | 2 (2012, 2013)                   | 2 (2014, 2015)       |
| Atlético Mineiro        | 2 (1997, 1999)                   | 1 (2000)             |
| Pato Futsal             | 2 (2018, 2019)                   | 0                    |
| Joinville/Krona         | 1 (2017)                         | 2 (2007, 2012)       |
| Corinthians             | 1 (2016)                         | 1 (2020)             |
| Internacional           | 1 (1996)                         | 0                    |
| CR Vasco da Gama        | 1 (2000)                         | 0                    |
| Santos/Cortiana         | 1 (2011)                         | 0                    |
| Cascavel                | 1 (2021)                         | 0                    |
| Atlântico               | 0                                | 2 (2005, 2018)       |
| Vasco da Gama FC        | 0                                | 1 (1996)             |
| Banespa                 | 0                                | 1 (1997)             |
| Rio/Miécimo             | 0                                | 1 (1999)             |
| Minas Tênis Clube       | 0                                | 1 (2002)             |
| Copagril                | 0                                | 1 (2010)             |
| Concórdia               | 0                                | 1 (2013)             |
| Assoeva                 | 0                                | 1 (2017)             |

## Personnalités

### Entraîneurs
| Entraîneurs             | Titres |
| ----------------------- | ------ |
| Fernando Ferretti       | 5      |
| Paulo César de Oliveira | 4      |
| 6 entraîneurs           | 2      |

Le premier entraîneur champion de la LNF est Paulo César de Oliveira, qui dirige l'Internacional lors de l'édition 1996. En plus de cet exploit, Paulo César est également champion en 1998, 2002 et 2003, tous avec l'équipe Ulbra, ce qui fait de lui le deuxième entraîneur le plus titré.
Fernando Ferretti est le technicien le plus couronné avec cinq titres, dont quatre avec Jaraguá - 2005, 2007, 2008 et 2010 - et un avec Santos, en 2011.
Six entraîneurs remporte la compétition à deux reprises : Miltinho, Jarico, Paulo Mussalem, Cidão, Vander Iacovino et Sérgio Lacerda. Parmi ceux-ci, seul Iacovino remporte un titre avec deux équipes différentes, puisqu'en 2014 il est responsable de Magnus et en 2017 de Joinville. Quatre entraîneurs remportent la LNF à une seule occasion.
Au total, douze entraîneurs sont sacrés champions de la compétition en 25 éditions différentes disputées.
| Entraîneur champion par édition | Entraîneur champion par édition | Entraîneur champion par édition |
| Année                           | Entraîneur                      | Club                            |
| ------------------------------- | ------------------------------- | ------------------------------- |
| 1996                            | Paulo César de Oliveira         | Inter                           |
| 1997                            | Miltinho                        | Atlético-MG                     |
| 1998                            | Paulo César de Oliveira (2)     | Ulbra                           |
| 1999                            | Miltinho (2)                    | Atlético-MG                     |
| 2000                            | Ricardo Lucena                  | Vasco                           |
| 2001                            | Jarico                          | Carlos Barbosa                  |
| 2002                            | Paulo César de Oliveira (3)     | Ulbra                           |
| 2003                            | Paulo César de Oliveira (4)     | Ulbra                           |
| 2004                            | Paulo Mussalém                  | Carlos Barbosa                  |
| 2005                            | Fernando Ferretti               | Jaraguá                         |
| 2006                            | Jarico (2)                      | Carlos Barbosa                  |
| 2007                            | Fernando Ferretti (2)           | Jaraguá                         |
| 2008                            | Fernando Ferretti (3)           | Jaraguá                         |
| 2009                            | Paulo Mussalém (2)              | Carlos Barbosa                  |
| 2010                            | Fernando Ferretti (4)           | Jaraguá                         |
| 2011                            | Fernando Ferretti (5)           | Santos                          |
| 2012                            | Cidão                           | Intelli                         |
| 2013                            | Cidão (2)                       | Intelli                         |
| 2014                            | Vander Iacovino                 | Sorocaba                        |
| 2015                            | Marquinhos Xavier               | Carlos Barbosa                  |
| 2016                            | André Bié                       | Corinthians                     |
| 2017                            | Vander Iacovino (2)             | Joinville                       |
| 2018                            | Sérgio Lacerda                  | Pato                            |
| 2019                            | Sérgio Lacerda (2)              | Pato                            |
| 2020                            | Ricardinho                      | Magnus                          |

### Meilleurs buteurs
| Joueurs              | Titres |
| -------------------- | ------ |
| Falcão               | 6      |
| Lenísio (it)         | 5      |
| Rodrigo Hardy Araújo | 3      |

Le premier meilleur buteur de la LNF est Ortiz, qui joue pour Internacional lors de l'édition 1996. Le recordman de but inscrit en une seule édition est Manoel Tobias, avec 52 buts en 1999 pour l'Atlético Mineiro. Lors de l'édition suivante, et pour le même club, Lenísio est l'athlète qui s'en approche le plus avec cinquante buts dans la saison.
Falcão est le joueur qui termine le plus de fois meilleur buteur de la Liga avec six sacres (2005, 2008, 2009, 2010, 2011 et 2014). À la seconde place se trouve Lenísio (it) et ses cinq récompenses (1997, 2000, 2001, 2002 et 2009).
| Liste des meilleurs buteurs par édition | Liste des meilleurs buteurs par édition | Liste des meilleurs buteurs par édition | Liste des meilleurs buteurs par édition |
| Année                                   | Nom                                     | Club                                    | Buts                                    |
| --------------------------------------- | --------------------------------------- | --------------------------------------- | --------------------------------------- |
| 1996                                    | Ortiz                                   | Internacional                           | 25                                      |
| 1997                                    | Vander Carioca                          | Atlético Mineiro                        | 36                                      |
| 1997                                    | Lenísio                                 | ADC General Motors                      | 36                                      |
| 1998                                    | Índio                                   | Ulbra                                   | 25                                      |
| 1999                                    | Manoel Tobias                           | Atlético Mineiro (2)                    | 52                                      |
| 2000                                    | Lenísio (2)                             | Atlético Mineiro (3)                    | 50                                      |
| 2001                                    | Lenísio (3)                             | Ulbra (2)                               | 25                                      |
| 2002                                    | Lenísio (4)                             | Ulbra (3)                               | 31                                      |
| 2003                                    | Serjão                                  | Ulbra (4)                               | 25                                      |
| 2003                                    | Pablo                                   | Carlos Barbosa                          | 25                                      |
| 2004                                    | Pablo (2)                               | Carlos Barbosa (2)                      | 27                                      |
| 2005                                    | Falcão                                  | Jaraguá                                 | 25                                      |
| 2006                                    | Marinho                                 | ADC Intelli                             | 25                                      |
| 2007                                    | William                                 | Jaraguá (2)                             | 31                                      |
| 2008                                    | Falcão (2)                              | Jaraguá (3)                             | 32                                      |
| 2009                                    | Lenísio (5)                             | Jaraguá (4)                             | 32                                      |
| 2009                                    | Falcão (3)                              | Jaraguá (5)                             | 32                                      |
| 2010                                    | Falcão (4)                              | Jaraguá (6)                             | 39                                      |
| 2011                                    | Falcão (5)                              | Santos                                  | 32                                      |
| 2012                                    | Deives                                  | Corinthians                             | 24                                      |
| 2013                                    | Vander Carioca (2)                      | Joinville                               | 22                                      |
| 2014                                    | Falcão (6)                              | Magnus Brasil Kirin                     | 19                                      |
| 2015                                    | Dieguinho                               | ADC Intelli (2)                         | 30                                      |
| 2016                                    | Deives (2)                              | Corinthians (2)                         | 20                                      |
| 2016                                    | Rodrigo                                 | Magnus (2)                              | 20                                      |
| 2017                                    | Well                                    | ADC Intelli (3)                         | 15                                      |
| 2017                                    | Sinoê                                   | Marreco                                 | 15                                      |
| 2018                                    | Keké                                    | Atlântico                               | 23                                      |
| 2019                                    | Rodrigo (2)                             | Magnus (3)                              | 18                                      |
| 2020                                    | Rodrigo (3)                             | Magnus (4)                              | 15                                      |
| 2021                                    | Roni                                    | Cascavel                                | 21                                      |

## Droits de télévision et diffusions
Au Brésil, les droits de retransmission de la compétition appartiennent à la chaîne SporTV, qui diffuse un match par jour. Tous les autres matchs sont retransmis en streaming sur LNF TV.
Dans les Caraïbes, la Liga nacional de futsal est diffusée exclusivement par Digicel SportsMax. Aux États-Unis, beIN Sports et sa chaîne sœur en espagnol beIN-Ñ Sports diffusent la Liga de futsal.